# بخش جنوبی سالمارا
بخش جنوبی سالمارا (به انگلیسی: South Salmara district) یک منطقهٔ مسکونی در هند است که در Lower Assam Division واقع شده‌است. بخش جنوبی سالمارا ۵۶۸ کیلومتر مربع مساحت و ۵۵۵٬۱۱۴ نفر جمعیت دارد.

## ریشه‌شناسی
نام سالمارای مانکاچار جنوبی از حوزه قانون‌گذاری سالمارای جنوبی گرفته شده‌است.

## جغرافیا
ناحیه سالمارا منکاخر جنوبی ۵۶۸ کیلومتر مربع مساحت و ۲۱۹ متر بالاتر از سطح دریا واقع شده‌است. مساحت آن ۹۸۰/km ۲ (۲٬۵۰۰/sq mi) یک ناحیه اداری در هند است که در ایالت آسام واقع شده‌است. دفتر مرکزی این منطقه در شهر هاتسینگماری واقع شده است که در حدود 245 کیلومتری گواتی، مرکز ایالت واقع شده است. پیشتر یک زیرمجموعه از ناحیه دهبری بود. توپوگرافی عمومی منطقه سالمارا منکاچار جنوبی با تکه هایی از تپه های کوچک مانند بانسالی، رانگاتاری و غیره واقع شده است همه اینها در جنوب غربی منطقه واقع شده اند. رودخانه قدرتمند براهماپوترا از طریق این منطقه از شرق به غرب با شاخه های آن جریان دارد. رودهای دیگر جینجرام، کالونادی (که به نام گانول نیز شناخته می‌شود) و غیره هستند میانگین بارندگی سالانه این ولسوالی ۲٬۹۱۶ میلی‌متر است.